# Henri Membertou
Membertou ou Mabretou  (Mawpiltu), baptisé Henri, était le sagamo (Chef) d'une bande Micmacs près de Port-Royal, en Nouvelle-Écosse actuelle, localisation de la première colonie française en Acadie. Son nom est Membertou, selon Marc Lescarbot et le Père Biard, et Mabretou, d'après Samuel de Champlain.
Membertou avait forgé entre les Micmacs et la France une alliance durable, cruciale pour la traite des fourrures. Il avait de plus contribué à l’établissement permanent de la colonie française, en Acadie (Nouvelle-France), en offrant protection à l’Église catholique.

## Biographie

### Naissance
La date de naissance de Membertou n'est pas connue avec précision, bien qu'elle ait été fixée à l'an 1510, notamment par Marc Lescarbot dès 1607, et reprise ensuite dans de nombreux ouvrages, tant anglais que français. Cette date est déduite des dires de Membertou lui-même, qui affirme avoir connu personnellement l'explorateur français Jacques Cartier, qui visita la région en 1534, alors qu'il était déjà marié et père de famille. Sa date de naissance est contestée pour deux raisons, premièrement, Samuel de Champlain et Lescarbot relatent tous deux des faits guerriers dans lesquels Membertou s'est illustré en 1607, à savoir une expédition de représailles contre une tribu Passamaquoddy à Chouacouët, aujourd'hui Saco, dans le Maine. Là aussi, il apparaît improbable qu'un homme alors âgé de 97 ans ait pu mener lui-même ses troupes au combat. Deuxièmement, Membertou est mort le 18 septembre 1611, ce qui en aurait fait un homme âgé de 101 ans, âge théoriquement possible, mais plus improbable pour un personnage de cette époque. De plus, son fils Louis était supposé avoir 60 ans en 1610, ce qui semble exagéré vu que ses propres enfants sont tous en bas âge. Finalement, il ne faut pas prendre à la lettre les écrits français, qui donnent des titres pompeux à Membertou.

### Avant Port-Royal
Membertou était le sagamo (Grand Chef) d'une bande micmaque qui chassait et pêchait dans le district de Kesputwitk, un des 7 districts micmacs de l'époque. Kesputwitk signifie « fin des terres » et correspondait au sud de la Nouvelle-Écosse actuelle (comtés de Digby, Annapolis, Queens, Shelburne et Yarmouth).
Membertou était également autmoin de sa tribu, ce qui lui conférait des pouvoirs de guérison et de prédiction de l'avenir.

### Arrivée des Français
Après l'échec de Sainte-Croix et le déménagement de l'établissement à Port-Royal en 1605, Français et Micmacs se retrouvent au contact sur un même territoire mais les rapports sont aussitôt cordiaux.
Les Français furent accueillis par le grand chef des Micmacs, Membertou. Le jésuite Pierre Biard le décrit ainsi : « Les Sauvages n’ont pas mémoire d’avoir eu jamais un plus grand Sagamo, ni plus d’autorité [...] Et plût à Dieu que tous les Français fussent autant avisés et discrets qu’il était. »
Membertou se lie d'amitié avec les colons et participe régulièrement aux festins de l'Ordre du Bon-Temps au cours desquels, grâce à ses rudiments de français, il charme l'auditoire par sa parole imagée, sa franche gaîté et surtout le récit de ses aventures.
En 1607, la France abolit le monopole de Dugua de Monts pour le commerce des fourrures ; en conséquence, les colons durent quitter l’habitation de Port-Royal. Le 11 août 1607, la garde de Port-Royal est confiée à Membertou, qui pendant trois ans protègera l'établissement des pillages, jusqu'au retour de Poutrincourt en 1610. L’avocat et homme de lettres français Marc Lescarbot écrit en ces termes la loyauté du Sagamo : « [En 1610,] le sieur de Poutrincourt arrivé là a trouvé ses bâtiments tout entiers, sans que les sauvages y eussent touché en aucune façon, ni même aux meubles. »
Champlain écrit dans ses mémoires de 1613, au sujet de deux de ses hommes qui désirent rester de leur propre volonté : « Il y eut vn Capitaine des ſauuages appelle Mabretou qui promit de les maintenir,qu’ils n’auroient non plus de deplaiſîr que s’ils eſtoiēt ſes propres enfans. Nous l’auions recogneu pour bon ſauuage en tout le temps que nous y fuſmes, bien qu’il euſt le renom d’eſtre le plus meſchant & traiſtre qui fut entre ceux de ſa nation. »

### Premier baptême autochtone en Amérique du Nord
Membertou a été le premier autochtone à être baptisé en Amérique du Nord, le 24 juin 1610, avec 21 membres de sa famille par l'abbé Jessé Fléché. M. de Pontrincourt, qui le tint sur les fonts baptismaux, le nomma du prénom de « Henri », en l'honneur du roi de France Henri IV. 
« On publia à Paris en 1610 : Lettre missive touchant la conversion du grand Sagamo de la Nouvelle France, qui était, avant l'arrivée des Français, le chef et le souverain. Il ne régnait tout au plus que sur l'Acadie, et encore y avait-il des peuples à combattre. Avant que de se convertir, il avait été autmoin ou jongleur parmi les siens ; il était donc à la fois le chef civil et religieux : c'est comme cela que fait l'autocrate de Russie. Le conversion de Membertou n'en est que plus méritoire. »
Une polémique provoquée par des jésuites fit jour deux ans plus tard car ils estimaient que les préparatifs préalables à un baptême n'avaient pas été respectés, Membertou ne comprenant pas assez le français et l'abbé Fléché ne parlant pas le micmac.

### Un chef qui demande respect
« Laët rapporte que Membertou voulait qu'on lui fît l'honneur de tirer un coup de canon quand il venait à Port-Royal, parce qu'il voyait que cela se pratiquait pour le chef français. »

### Décès
Membertou meurt de dysenterie à Port-Royal le 18 septembre 1611. Charles de Biencourt, alors responsable de Port-Royal, lui fit des obsèques solennelles, à l'image de celles rendues en France aux seigneurs et aux grands capitaines.
Les missionnaires Jésuites parviennent à dissuader Membertou de se faire enterrer auprès de ses ancêtres.  Peu avant sa mort, il demande à être enterré parmi les Français. Ses dernières volontés sont que ses enfants demeurent de fervents chrétiens.  La conversion du grand chef au catholicisme influence de façon durable la culture micmaque.  Ses restes reposent dans le vieux cimetière catholique de Port-Royal.

## Hommages et citations
C'est pour lui rendre hommage que la première nation micmac de Sydney en Nouvelle-Écosse a pris le nom de Membertou.

### Monument
Un monument a été érigé à Port-Royal en 1985 afin de marquer le 375e anniversaire du baptême de Membertou et de sa famille.

### Citations
- Sur le baptême de Membertou et de sa famille.

« C'est un moment historique très important : Une alliance a été formée entre les Français et les Micmac, aussi avec le Vatican. Plus tard, avec le conflit entre les Français et les Anglais pour le contrôle de l'Acadie, les Micmacs restent fortement alliés aux Français. »

— Wayne Melanson, de Parcs Canada
- - Tout en admettant que Membertou était un grand chef, l'historien Daniel Paul (en) dit que c'est pour assurer la survie des Micmacs que Membertou s'était allié aux Français. Il croit que le chef avait compris que les Européens possédaient un armement supérieur, et que la résistance était vaine. Selon lui, « [Cet événement est] autre clou dans le cercueil de la liberté des Micmacs[10] »
- Le Jésuite Pierre Biard, arrivé à Port-Royal en 1611, le décrit comme suit

« le plus grand, renommé et redouté [Mi'kmaq] qui ayt esté de memoire d’homme : de riche taille, et plus hault et membru que n’est l’ordinaire des autres, barbu comme un françoys, estant ainsy que quasi pas un des autres n’a du poil au menton; discret et grave, ressentant bien son homme de commandement. »